# Kanoa Igarashi
Kanoa Igarashi (født 1. oktober 1997) er en japansk-amerikansk surfer, der har konkurreret professionelt verden over siden 2012.
Han repræsenterede Japan under Sommer-OL 2020 i Tokyo, hvor han vandt sølv.